# Prionium
Prionium és un gènere botànic de plantes de flors pertanyent a la família Thurniaceae que consisteix en tres espècies.

## Espècies seleccionades
- Prionium palmita
- Prionium serrata
- Prionium serratum